# Phormictopus brasiliensis
Phormictopus brasiliensis là một loài nhện trong họ Theraphosidae.
Loài này thuộc chi Phormictopus. Phormictopus brasiliensis được Embrik Strand miêu tả năm 1907.